# Grootslang

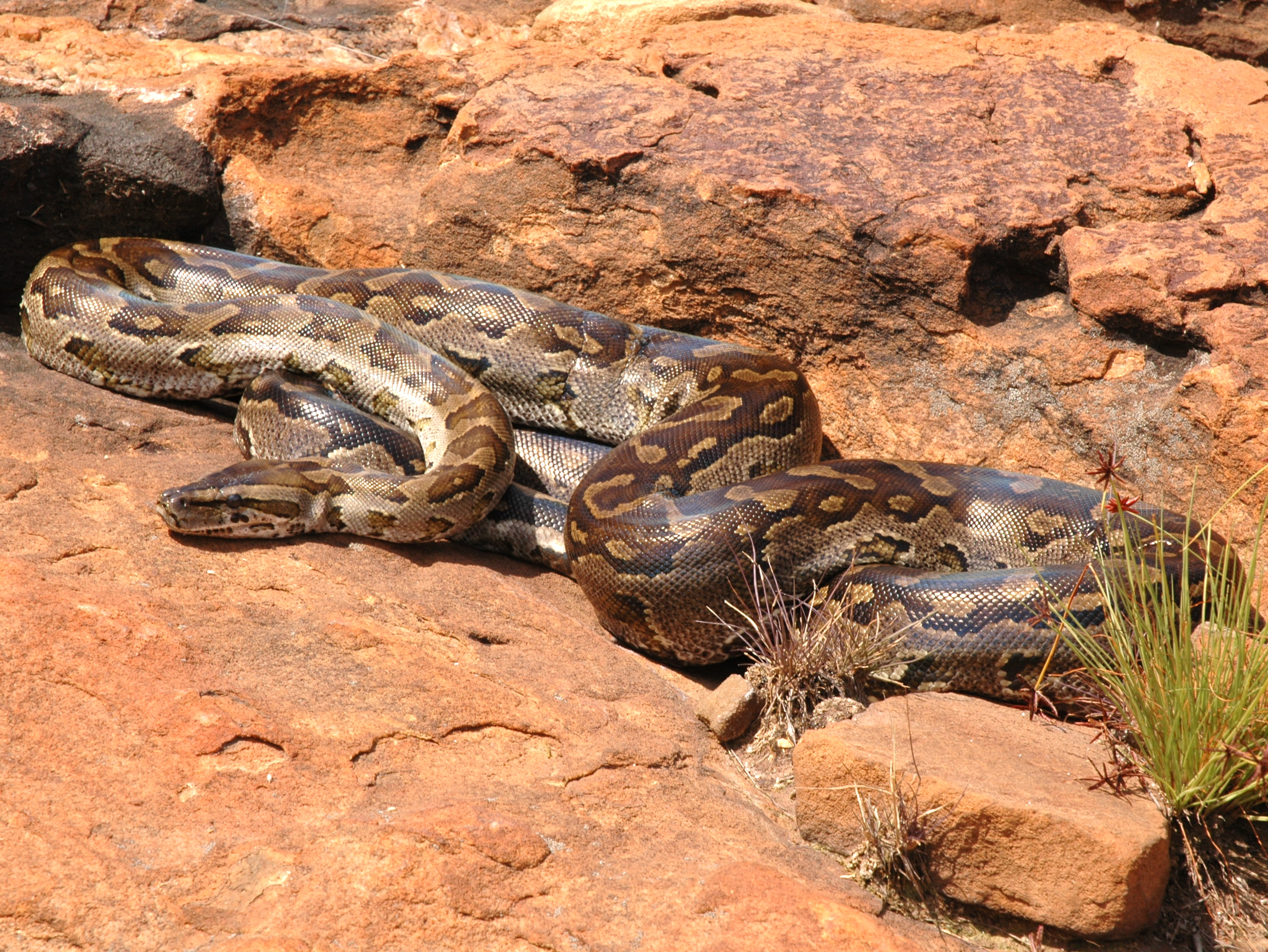
Pitone delle rocce dell'Africa meridionale (Python natalensis), la possibile origine del mito del Grootslang

Il Grootslang o Grote Slang (afrikaans e olandese per "grande serpente") è una creatura leggendaria che si dice abiti in una profonda grotta nel Richtersveld, Sudafrica.

## Descrizione
Il Grootslang viene solitamente descritto come un enorme serpente lungo 12–15 metri, in grado di lasciare tracce larghe 1 metro. Alcune leggende lo descrivono con occhi fatti di diamanti.

## Leggenda
Si dice che il Grootslang sia un enorme serpente che vive in una grotta nota come "Wonder Hole" o "Bottomless Pit" situata nel Richtersveld, che si dice sia collegata al mare a 64 chilometri di distanza. Secondo la leggenda locale, la grotta sarebbe ricca di diamanti. A volte la grotta viene descritta come collegata al fiume Orange tramite un condotto naturale attraverso il quale i diamanti vengono gradualmente incanalati nella corrente. La grotta si proietta direttamente verso il basso per sessanta piedi fino a una ripida pendenza, dopo la quale si diramano passaggi secondari. Il giornalista e autore sudafricano Lawrence G. Green descrive il Wonder Hole come situato a tre miglia dal fiume Orange, vicino alla sorgente di Annisfontein, e che il folklore nativo descrive due uomini bianchi che scendono nella grotta per recuperare "pietre che scintillavano come il fuoco". Una seconda esplorazione della grotta ha trovato solo guano di pipistrello. Un altro racconto descrive la storia della sola persona che è entrata nel Wonder Hole ed è tornata. Questa era un cercatore che usò un argano a cavo per scendere nella grotta fino a raggiungere una sporgenza. Lì, vide dei tunnel che conducevano più in profondità e sentì un forte odore di zolfo, ma lasciò cadere la sua torcia elettrica quando dei pipistrelli volarono verso di lui e dovette essere tirato su. Non scese mai più nella grotta.
Si dice che anche la grande pozza d'acqua situata sotto la Cateratta di Re Giorgio alle cascate di Aughrabies sia la tana del Grootslang, nonché anch'essa ricca di diamanti. Qui, si dice che la creatura sia avvolta attorno a un grande tesoro di oro e gemme. Secondo una versione della storia riportata tra i Boscimani, il Grootslang è più antico essere del mondo e proteggerà il suo tesoro per l'eternità. Un'altra forma del mito afferma che il Grootslang è uno spirito incaricato di proteggere la sua caverna dai cercatori di tesori e che la sua presenza è segnata da un travolgente "senso del male".
In The Glamour of Prospecting, il cercatore d'oro sudafricano F. C. Cornell descrive il "Groot Slang" come un grande serpente che si dice viva vicino ad una grande roccia nel mezzo del fiume Orange e che predi il bestiame dalle rive del fiume. La fede in questa creatura è descritta come onnipresente tra i Khoekhoe locali (descritti da Cornell come "Richtersfeld Hottentots") e alcuni coloni bianchi, che temono molto il serpente.
Nel 1917, mentre era alla ricerca di un tesoro nel Richtersveld, l'uomo d'affari inglese Peter Grayson scomparve dopo che alcuni membri del suo gruppo furono attaccati e feriti dai leoni, scatenando voci secondo cui fosse stato ucciso dal Grootslang.

## Origine
In Where Men Still Dream, Lawrence G. Green ipotizza che la leggenda del Grootslang abbia avuto origine da avvistamenti di pitoni nativi, che possono raggiungere anche i 5 metri di lunghezza. Ulteriori dettagli del mito, come le sue dimensioni superiori a quelle dei veri pitoni e gli occhi fatti di diamanti, vengono liquidati da Green come esagerazioni narrative.